# 영국 총리
그레이트브리튼 및 북아일랜드 연합왕국 총리(영어: Prime Minister of the United Kingdom of Great Britain and Northern Ireland), 줄여서 영국 총리는 영국의 정부 수장이다. 
2024년 7월 5일 노동당의 키어 스타머 후보가 영국의 제 80대 총리로 공식 취임하였는데, 이는 74대 고든 브라운 이후 14년 만이다(총리는 영국 내각 의전서열 1위로, 중대국무공직에 해당). 
총리하고 정부 내 모든 최고 부처의 수장들로 이루어진 내각은 국왕과 의회, 정당, 최종적으로는 유권자들에게 자신들의 정책과 행동에 대한 공동 책임이 있다.
영국 총리와 내각의 힘은 성문헌법에 명시되어 있지 않고 전통적으로 내려온 관습과 여러 보조적인 법률 제정의 결과로써 성립한다. 실질적으로는 영국 하원의 제1당 대표가 총리직을 수행하게 된다.
공식적으로 총리는 제1대장경과 국가공무원장관이라는 직책을 겸한다. 오늘날의 영국 총리의 권한은 법에 의해 제한받기도 하나, 여당의 지지를 얻는 경우 입법부(하원)와 행정부(내각) 모두를 장악하여 사실상 큰 권력을 행사할 수 있다. 총리의 공식 관저는 영국 수도 런던에 위치한 다우닝가 10번지이다.
초대 총리는 1721년 4월 3일 취임한 로버트 월폴이었으며 20년간 재임하여 최장 임기를 달성한 영국 총리로 남아 있다. 이후 2024년 7월 취임한 키어 스타머까지 총 58명의 총리가 취임하였는데 그 가운데 남성은 55명, 여성은 3명이다. 
- 최단 기간 재임 총리 : 78대 리즈 트러스(2022.09.06~10.25(1개월 20일·50일)
- 최장 기간 재임 총리 : 71대 마거릿 대처(1979.5.4~1990.11.28(11년 6개월 24일·4,226일)

## 권한과 의무
영국 총리는 영국 정부의 수장이다. 따라서 오늘날의 영국 총리는 내각 (행정부)를 지휘하게 된다. 여기에 당대표로서 여당을 지휘하게 되며 다르게 말하면 영국 하원의 과반수를 차지한 의원들을 지휘하게 되는 것이다. 영국 총리는 상당 수준의 입법권과 행정권을 동시에 행사하게 되는데 이는 현 영국의 정치제도가 의원내각제로서 삼권 분립보다는 권력통합의 성격을 띄고 있기 때문이다.
영국 총리는 정책추진을 위해 여당으로 하여금 특정 법안에 대한 입법 절차를 안내하는 역할을 맡는다. 행정부 수반으로서 내각 인사와 장관들을 임명하는 동시에 해임할 수 있으며, 전 정부 부처의 정책과 공무활동을 조정하게 된다. 여기에 국내외 현장에서 영국 정부를 대표하는 역할을 맡는다. 영국 국왕도 영국 총리의 건의에 따라 사법계와 정치계, 종교계 등 각종 고위직의 임명과 더불어 기사 작위나 귀족 임명, 수훈 등의 법적권한과 특권을 행사하게 된다.

## 같이 보기
- 영국의 총리 목록
- 영국 내각
- 영국 의회